# Tanguera
«Tanguera» es un tema instrumental en estilo de tango sinfónico compuesto por el músico argentino Mariano Mores en 1955. Fue grabado por primera vez el 21 de julio de 1955 en RCA por la Orquesta Francini-Pontier. Mariano Mores lo grabó en Odeon el 30 de abril de 1957 y lo incluyó en su álbum Mariano Mores Volumen No. 3 (Odeon LDN 864) de 1958. El tema ha sido versionado en gran cantidad de oportunidades:

## Versiones
Entre las versiones de mayor impacto internacional se encuentran:
- En 1983 Claudio Segovia crea su famoso espectáculo Tango Argentino donde incluye tres tangos de Mores, que en la premiada versión de Broadway (1985) tuvo la siguiente ejecución: Taquito Militar bailado por Juan Carlos Copes, María Nieves, Nélida y Nelson y Los Dinzel; "Uno", cantado por Alba Solís; y "Tanguera" interpretado por la orquesta de Osvaldo Berlingieri.

- En 2001 la película Moulin Rouge! dirigida por Baz Luhrmann incluyó una escena que se volvió emblemática llamada «El Tango de Roxanne» que fusiona la música de las canciones "Roxanne" de Sting y "Tanguera" de Mariano Mores, aunque en los créditos de la película equivocan el nombre del tango y lo llaman "Le tango du Moulin Rouge".[3] En esta versión se asocia la tanguera a la prostituta.

- En 2005 Mariano Mores participó del proyecto Café de los maestros de Miguel Kohan y Gustavo Santaolalla para grabar y filmar a los grandes maestros de la música popular. El proyecto incluyó un recital en el Teatro Colón y produjo el álbum Café de los Maestros Vol. 1 y 2 (2005) producido por Gustavo Santaolalla y en el que registró las regrabaciones de Tanguera y Taquito militar y la película documental Café de los maestros (2008) dirigido por Miguel Kohan.

"Tanguera" ha sido relacionado con otros tangos relacionados con la identidad femenina, como "Milonguita". En 2002 la bailarina Mora Godoy creó un espectáculo musical-coreográfico, que aborda la problemática de la mujer desde el tango y adoptó precisamente el título de Tangueras y el tema de Mores como leitmotiv, dirigido por Omar Pacheco y canciones de Eladia Blázquez. Explicando el papel del tema de Mores y la significación que le atribuye, Mora Godoy explicó:

- Pregunta: Tanguera está protagonizada por Giselle, tu personaje. ¿Cómo te acercaste a ella?
- Mora Godoy: Giselle, la francesita, es un personaje que sostiene la historia junto a otros cuatro personajes, Gaudencio, que es el malo de la película, Lorenzo, que es el bueno, del que ella se enamora, el Rengo, que es la mano derecha de Gaudencio y la Madama, la que me entrega. Mi personaje es inocente, se ve sumergida en una terrible traición, humillada, y termina en un cabaret. Así que tiene todo un tránsito: desde su ilusión e inocencia, al principio, hasta llegar a ser prostituta con mucha resistencia y mucho odio. Y todos esos cambios me resultaron difíciles.
- Pregunta: ¿Te referís a la actuación?
- Mora Godoy: Claro, cómo llega, cómo se para, como camina esta mina. Como hice muchos años de clásico, en una de esas, la francesita estaba llorando, destruida, y yo entraba con la espalda armadita, toda perfecta. Todos esos detalles, desde la mirada hasta las emociones por las que pasa, los tuve que trabajar bastante, porque hay que dar cada uno de los distintos matices en el baile, y también en la actuación, que son muchos momentos del espectáculo.
- Pregunta: ¿Tanguera, el tango de Mariano Mores, aparece en el show?
- Mora Godoy: Sí, es el leit motiv. Tenía que estar en este espectáculo que tiene un protagonismo muy importante de la mujer.
- Pregunta: ¿Hay una óptica tuya de la mujer y el tango en el show?
- Mora Godoy: La mujer siempre tuvo un lugar protagónico en el tango. A partir de que una mujer se pone tacos altos, medias de red, un vestido llamativo y sensual, ella empieza a ser protagonista. Esta mirada se contrapone un poco al punto de vista machista del tango. Tanguera no potencia el rol de Giselle, simplemente es una historia de tres: de Giselle, de Lorenzo y de Gaudencio. Aunque la historia gira en torno a Giselle, lo que tratamos de mostrar es cómo, en el ambiente del tango y a través del tiempo, siempre se trató de una manera de relacionarse de las personas que no está alejada de la cotidianeidad, y que, en el tango, también se dan expresiones, emociones y relaciones que no se cierran solamente al universo machista. A las mujeres en el tango nos costó un poco ser nombradas o reconocidas más allá del escenario. Pero de a poco empezamos a tener una personalidad y una identidad propia y que pasemos a ser quienes elijamos a la pareja con la que queramos bailar.